# 래리 드레이크
래리 드레이크(Larry Drake, 1950년 2월 21일 ~ 2016년 3월 17일)는 미국의 배우이다.

## 출연 작품
- 데드 에어 (2009, Dead Air)
- 그린 랜턴: 퍼스트 플라이트 (2009)
- 그리폰 (2007)
- 패솔로지 (2007)
- 러브 헐리우드 스타일 (2006)
- 못말리는 섹스 아카데미 2 (2006)
- 해리스 부인 (2005)
- 스펀 (2002)
- 저스티스 리그 (2001)
- 데드 마스터 (2001)
- 아메리칸 파이 2 (2001)
- 타임퀘스트 (2000)
- 런어웨이 바이러스 (2000)
- 배트맨 비욘드: 더 무비 (1999)
- 인페르노 (1999)
- 러브 퀵 (1998)
- 유혹 (1998)
- 빈 (1997)
- 심해의 습격자 (1996)
- 다크맨 2 (1995)
- 오거스트 킹 (1995)
- 닥터 기글 (1992)
- 머더 인 뉴 햄프셔: 더 파멜라 워자스 스마트 스토리 (1991)
- 다크맨 (1990)
- 미혼모 (1988)
- 다크 나잇 오브 더 스케어크라우 (1981)
- 성룡의 살수호 (1980)
- 더 시니어스 (1978)

### 텔레비전
- L.A. 로 (1987-94)